# Airway Heights
Airway Heights est une ville du comté de Spokane dans l'État de Washington aux États-Unis. Sa population s'élevait à 6 114 habitants lors du recensement de 2010.